# Vanessa-Mae
Vanessa-Mae Vanakorn Nicholson (Szingapúr, 1978. október 27. –), művésznevén Vanessa-Mae (kínai nyelven: 陳美, Chén Měi) neves ismert brit klasszikus és popzenész, különösen tehetséges hegedűművész.

## Pályafutása
Négyéves korában édesanyjával Angliába költözött. Ekkor zongorázni, rá egy évre már hegedűt is tanult. Nyolcévesen Pekingbe ment hegedülni tanulni. A hároméves kurzust hat hónap alatt végezte el.
Kínaiul egy szót sem beszélt.
Tízéves korában lépett fel először, tizenegy évesen tanulni kezdett a Zeneakadémián. Ezalatt a London Filharmonikus Zenekarral játszott Beethoven és Csajkovszkij darabokat is.
1990-ben jelent meg első albuma, rá öt évre pedig első pop albuma The Violin Player címmel. Utóbbi lemez a klasszikust keveri a pop, jazz és a techno műfajjal. Ugyanabban az évben (1995-ben) Vanessa sikerrel lépett fel a Times Sqaure-en, New Yorkban.

## Lemezei

### Nagylemezek
- Violin (1990)
- Kids' Classics (1991)
- Tchaikovsky & Beethoven Violin Concertos (1991/1992)
- The Violin Player (1995)
- The Alternative Record from Vanessa-Mae (1996)
- The Classical Album 1 (November 12., 1996)
- China Girl: The Classical Album 2 (1998. január 1.)
- Storm (1997 november)
- The Original Four Seasons and the Devil's Trill Sonata: The Classical Album 3 (1999. február 16.)
- The Classical Collection: Part 1 (2000)
- Subject to Change (2001. július 17.)
- The Best of Vanessa-Mae (2002. november 5.)
- The Ultimate (2003. december 23.)
- Choreography (2004)
- Xpectation (Jazz kollaboráció Prince-szel) (2003. január 1.)
- Platinum Collection (2007)

### Válogatáslemezek
- The Violin Player: Japanese Release (1995)
- The Classical Album 1: Silver Limited Edition (1997. január 1.)
- Storm: Asian Special Edition (1997. január 1.)
- The Original Four Seasons and the Devil's Trill Sonata: Asian Special Edition (1999. február 1.)
- Subject to Change: Asian Special Edition (2001. július 1.)
- The Ultimate: Dutch Limited Edition (2004. január)

### Kislemezek
- Toccata & Fugue (1995)
- Toccata & Fugue – The Mixes (1995)
- Red Hot (1995)
- I'm a-Doun for Lack O' Johnnie (1996)
- Bach Street Prelude (1996)
- Happy Valley (1997)
- I Feel Love Part 1 (1997)
- I Feel Love Part 2 (1997)
- The Devil's Trill & Reflection (1998)
- Destiny (2001)
- White Bird (2001)

## Sportolóként
Thaiföld színeiben részt vett a 2014. évi téli olimpiai játékokon, Vanessa Vanakorn néven. Női óriás-műlesiklásban a 67. helyen végzett. 2014 novemberében a Nemzetközi Síszövetség négy évre eltiltotta, mivel  Mae hamisított eredményekkel szerezte meg az olimpiai indulás jogát. 2015-ben pert indított a döntés ellen. A pert megnyerte, így 2016 elején az Olimpiai Bizottság visszaadta az eredményét.

## Magyarországi fellépései
Magyarországon eddig három alkalommal tartott koncertet: először 1999-ben a Budapesti Kongresszusi Központban, másodszor 2002-ben a Kisstadionban, harmadszor pedig 2019-ben az Arénában.